# 慎公 (陳)
慎公（しんこう）は、西周の諸侯である陳の君主。姓は嬀、名は圉戎。孝公の子として生まれた。孝公の後をうけて陳国の君主となった。幽公の父。